# SC Heerenveen (femenino)
El Sport Club Heerenveen Vrouwen es un equipo de fútbol de los Países Bajos, en la ciudad de Heerenveen. Fue fundado en 2007 y juega en la Eredivisie femenina.Compite en esta competición desde su creación en 2007 y juega sus partidos en el estadio Sportpark Skoatterwâld. La mayoría de clubes de la nueva Eredivisie se fusionaron con clubes amateurs que competían en la anterior liga no-profesional, llamada Hoofdklasse. En el caso del Heerenveen este club amateur fue el Oranje Nassau un equipo de la ciudad holandesa de Groningen. Ahora el SC Heerenveen se hace responsable económicamente del Oranje Nassau a cambio de disponer de sus jugadoras como si fuera un equipo filial.

## Temporada 2007/08
El Heerenveen jugó su primer partido en la Eredivisie el 29 de agosto de 2007 contra el Twente y que además era el partido de inauguración de Eredivisie, el Heerenveen se alzó con la victoria por 2-3. Aunque el resto de la temporada no continuó tan bien y al término de las 20 jornadas d la liga el equipo acabó último en la clasificación.

## Temporada 2008/09
En la segunda temporada se incorporó un nuevo equipo el Roda JC y pasó a ser de 24 jornadas. El SC Heerenveen acabó de nuevo en 6º lugar pero esta vez por delante del recién incorporado Roda, con un 6 victorias, 3 empates y 15 derrotas. Aunque la jugadora Sylvia Smit logró ser la máxima anotadora de la liga con 14 goles.

## Temporada 2009/10
El SC Heerenveen está de nuevo preparado para empezar su tercera temporada, que este año vuelve a ser de solo 6 equipos, tras la desaparición del Roda JC por motivos económicos.

## Jugadoras

### Plantilla
| País                        | Nombre              | Desde   | Club de origen     |
| --------------------------- | ------------------- | ------- | ------------------ |
| Bandera de Países Bajos.    | Cynthia Beekhuis    | 2007/08 | WWNA Apeldoorn     |
| Bandera de los Países Bajos | Marieke de Boer     | 2009/10 | Oranje Nassau      |
| Bandera de los Países Bajos | Bibi Cox            | 2009/10 | Maastricht         |
| Bandera de los Países Bajos | Brenda Eefting      | 2007/08 | Gemert             |
| Bandera de los Países Bajos | Atty Eelkema        | 2007/08 | Oranje Nassau      |
| Bandera de los Países Bajos | Nadja Olthuis       | 2009/10 | Twente             |
| Bandera de los Países Bajos | Mariska Kogelman    | 2007/08 | Be Quick '28       |
| Bandera de los Países Bajos | Rosanne Roeles      | 2007/08 | Oranje Nassau      |
| Bandera de los Países Bajos | Lisanne Schaareman  | 2007/08 | Oranje Nassau      |
| Bandera de los Países Bajos | Sherida Spitse      | 2007/08 | VV Sneek           |
| Bandera de los Países Bajos | Marije Brummel      | 2008/09 | Twente             |
| Bandera de los Países Bajos | Nangila van Eyck    | 2008/09 | ADO Den Haag       |
| Bandera de los Países Bajos | Sishut Hau          | 2008/09 | Oranje Nassau      |
| Bandera de los Países Bajos | Jelena van Uden     | 2008/09 | Stedoco            |
| Bandera de los Países Bajos | Carmen Manduapessy  | 2008/09 | Be Quick Groningen |
| Bandera de los Países Bajos | Lieke Martens       | 2009/10 | HvA, Olympia '18   |
| Bandera de los Países Bajos | Jorike Olde Loohuis | 2008/09 | Oranje Nassau      |
| Bandera de los Países Bajos | Sylvia Smit         | 2008/09 | Twente             |
| Bandera de los Países Bajos | Leonie van de Velde | 2008/09 | Oranje Nassau      |
| Bandera de los Países Bajos | Wendy Mulder        | 2009/10 | HvA, DRL Rotterdam |